# Киллер поневоле
Киллер поневоле (фр. Un petit boulot) — французско-бельгийская чёрная комедия 2016 года, последняя прижизненная работа режиссёра Паскаля Шоме, который умер 27 августа 2015 года. Сценарий ленты создан на основе романа «После освобождения» (англ. Since the Layoffs) шотландско-американского писателя Йена Левинсона, опубликованного в 2003 году.

## Сюжет
Жак живёт в небольшом французском городке, где после закрытия местного завода многие жители стали безработными. Мужчина два года безрезультатно пытался найти себе занятие и уже потерял надежду. Подруга от него ушла, долги растут, перспектив никаких. Жак знакомится с букмекером Гардо, который работает на местную мафию, и тот предлагает ему сотрудничество. Жак должен убить жену Гардо. Имея очень серьёзные финансовые проблемы, Жак соглашается на грязную работу и успешно её выполняет. Но на этом задания, которые предлагает Жаку Гардо, не заканчиваются…

## В ролях
| Актёр          | Роль  |
| -------------- | ----- |
| Ромен Дюрис    | Жак   |
| Мишель Блан    | Гарда |
| Алис Белаиди   | Анита |
| Гюстав Керверн | Том   |
| Алекс Лютц     | Брехт |